# Oratti
Oratti är en sjö i kommunen Keuru i landskapet Mellersta Finland i Finland. Den är 9,5 meter djup. Arean är 44 hektar och strandlinjen är 4,46 kilometer lång. Sjön  ingår i Kymmene älvs huvudavrinningsområde.   Den ligger omkring 36 kilometer väster om Jyväskylä och omkring 230 kilometer norr om Helsingfors. 